# Packera glabella
Packera glabella là một loài thực vật có hoa trong họ Cúc. Loài này được (Poir.) C.Jeffrey mô tả khoa học đầu tiên năm 1992.